# Oscar Simonton
Oscar Carl Simonton (Los Angeles, 29 giugno 1942 – Agoura Hills, 18 giugno 2009) è stato un oncologo e psicologo statunitense. È stato uno dei pionieri della psiconcologia.

## Biografia
Fondò e diresse il Simonton Cancer Center (SCC) a Malibù dove, per oltre 30 anni, lavorò con i malati oncologici che avessero voluto sostenere attivamente il loro processo di recupero. Il suo lavoro è di importanza internazionale per la consulenza e il sostegno dei malati di cancro. Gli elementi chiave della sua filosofia e le tecniche hanno un impatto sul lavoro di consulenza pratica in psiconcologia negli Stati Uniti, Europa e Giappone. L'effetto del metodo Simonton è stato dimostrato in studi scientifici.